# Єсеніце (хокейний клуб)
«Єсеніце» (словен. HDD Jesenice) — хокейний клуб з м. Єсеніце, Словенія. Заснований у 2014 році.

## Історія
Клуб заснований в 2014 році. Дебютував у сезоні в 2014–15 років у Словенській хокейній лізі та Інтернаціональній лізі. Клуб не є правонаступником «Акроні», що існував до 2012 року. За підсумками першого сезону в ІХЛ «Єсеніце» посіла третє місце. У своєму першому чемпіонаті Словенії, регулярний сезон клуб завершив на другому місці, відстаючи від «Олімпії» на три очки.. У півфіналі вийшли на команду «Триглав» (Крань), яку перемогли у двох іграх і вийшли до фінальної серії проти «Олімпії». Вигравши фінальну серію з результатом 3–2, вперше стали чемпіонами Словенії. В результаті перемоги в чемпіонаті Словенії «Єсеніце» кваліфікувався до другого раунду Континентального кубка, за підсумками якого посів третє місце та вибув з подальшої боротьби. У Кубку Словенії того року в фіналі поступились «Олімпії».
У сезоні 2015–16 «Єсеніце» поступився у півфіналі плей-оф ІХЛ, та посів друге місце в Словенській лізі.
У наступних двох сезонах здобули двічі поспіль титул чемпіона Словенії. Ще один титул чемпіона Словенії здобули в сезоні 2020–21. Сезон 2022–23 років став переможним для команди в Альпійській хокейній лізі.

## Арена
Домашнею ареною клубу є «Зимовий стадіон», що вміщує 4 500 глядачів.

## Досягнення
Чемпіонат Словенії
Чемпіон (4): 2015, 2017, 2018, 2021
Альпійська хокейна ліга
Чемпіон (1): 2023